# Ashley Callus
Ashley Callus (ur. 10 marca 1979 w Denain) – australijski pływak, mistrz i brązowy medalista olimpijski, dwukrotny mistrz świata, dwukrotny mistrz świata (basen 25 m).
Specjalizuje się w pływaniu stylem dowolnym. Największym osiągnięciem zawodnika jest złoty medal igrzysk olimpijskich w Sydney (2000) w sztafecie 4 x 100 m stylem dowolnym. Sztafeta australijska w składzie Michael Klim, Chris Fydler, Callus i Ian Thorpe ustanowiła nowy rekord świata rezultatem 3.13,67 min.

## Osiągnięcia

### Igrzyska olimpijskie
| Igrzyska olimpijskie | Data             | Konkurencja               | Rezultat    | Miejsce |
| -------------------- | ---------------- | ------------------------- | ----------- | ------- |
| Sydney 2000          | 16 września 2000 | 4 x 100 m stylem dowolnym | 3:13,67 min |         |
| Pekin 2008           | 11 sierpnia 2008 | 4 x 100 m stylem dowolnym | 3:09,91 min |         |
| Pekin 2008           | 16 sierpnia 2008 | 50 m stylem dowolnym      | 21,62 s     | 4.      |

### Mistrzostwa świata
- 2001 Fukuoka –  złoto - 4 x 100 m stylem dowolnym
- 2001 Fukuoka –  złoto - 4 x 100 m stylem zmiennym[1]

### Mistrzostwa świata (basen 25 m)
- 2002 Moskwa –  złoto - 100 m stylem dowolnym
- 2002 Moskwa –  srebro - 4 x 100 m stylem zmiennym
- 2006 Szanghaj –  złoto - 4 x 100 m stylem zmiennym

## Rekordy świata
| Data             | Miejsce | Konkurencja               | Rezultat    | Status              |
| ---------------- | ------- | ------------------------- | ----------- | ------------------- |
| 16 września 2000 | Sydney  | 4 x 100 m stylem dowolnym | 3:13,67 min | do 15 sierpnia 2004 |